# Schloss Schönwölkau

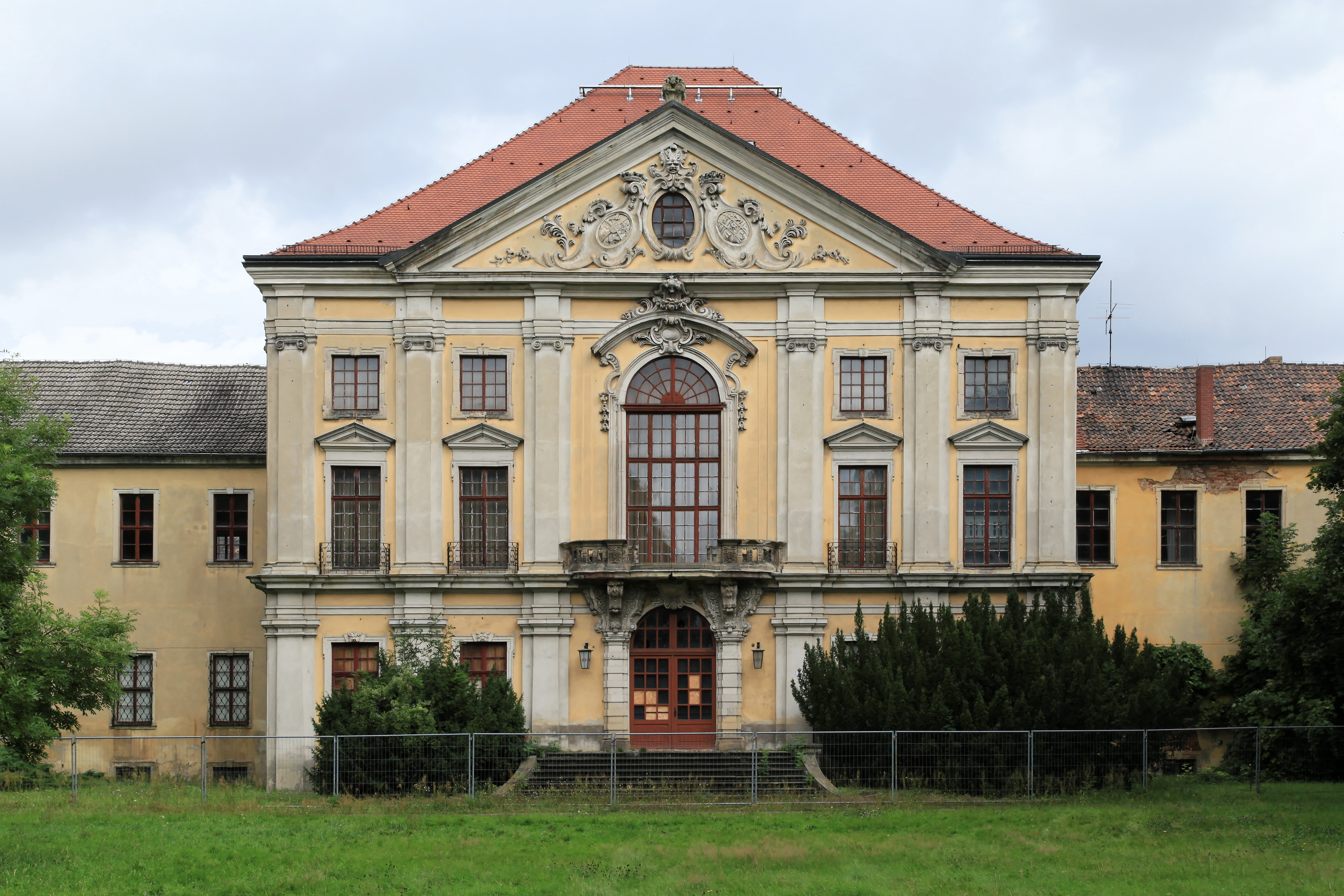
Schloss Schönwölkau

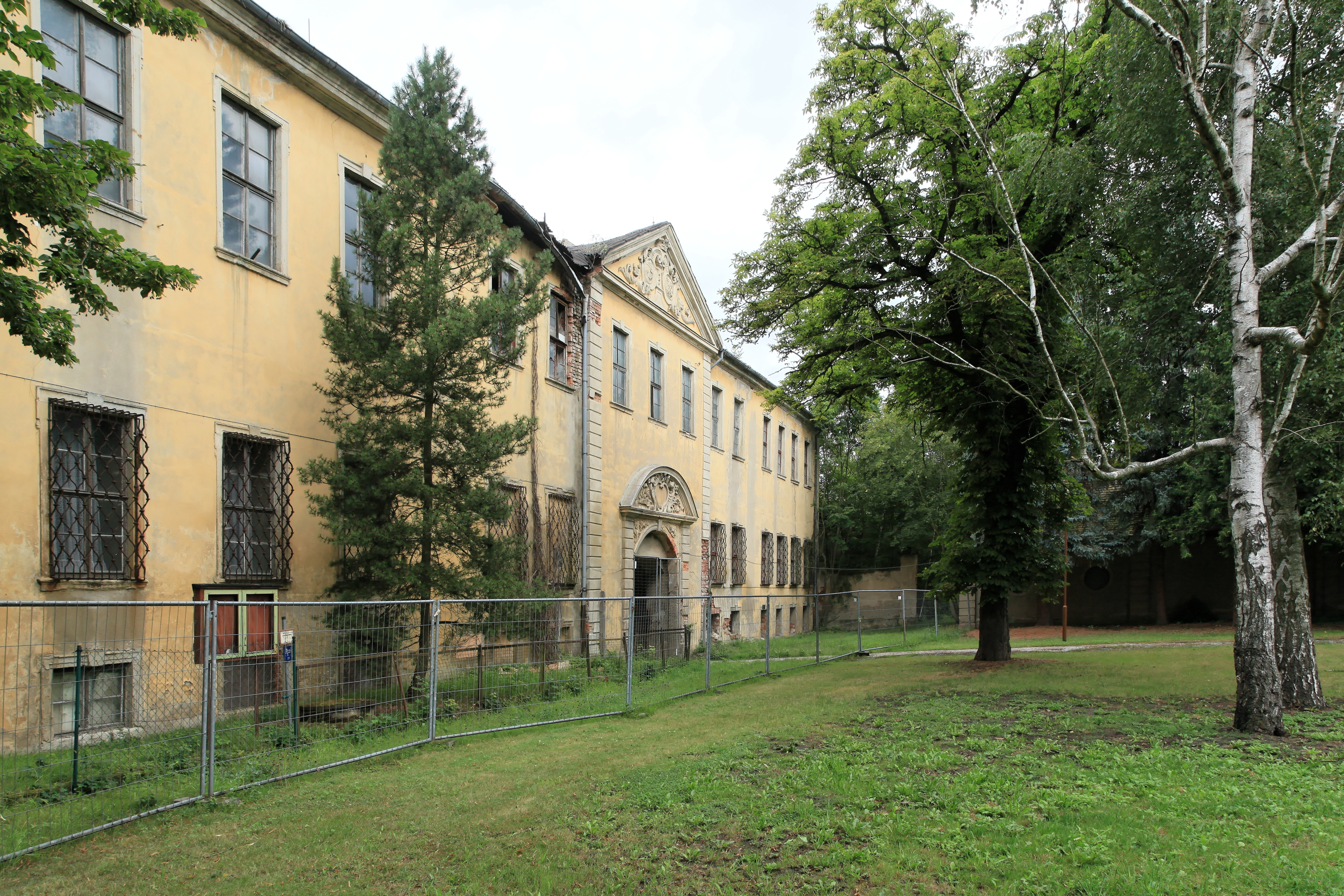
Ostflügel

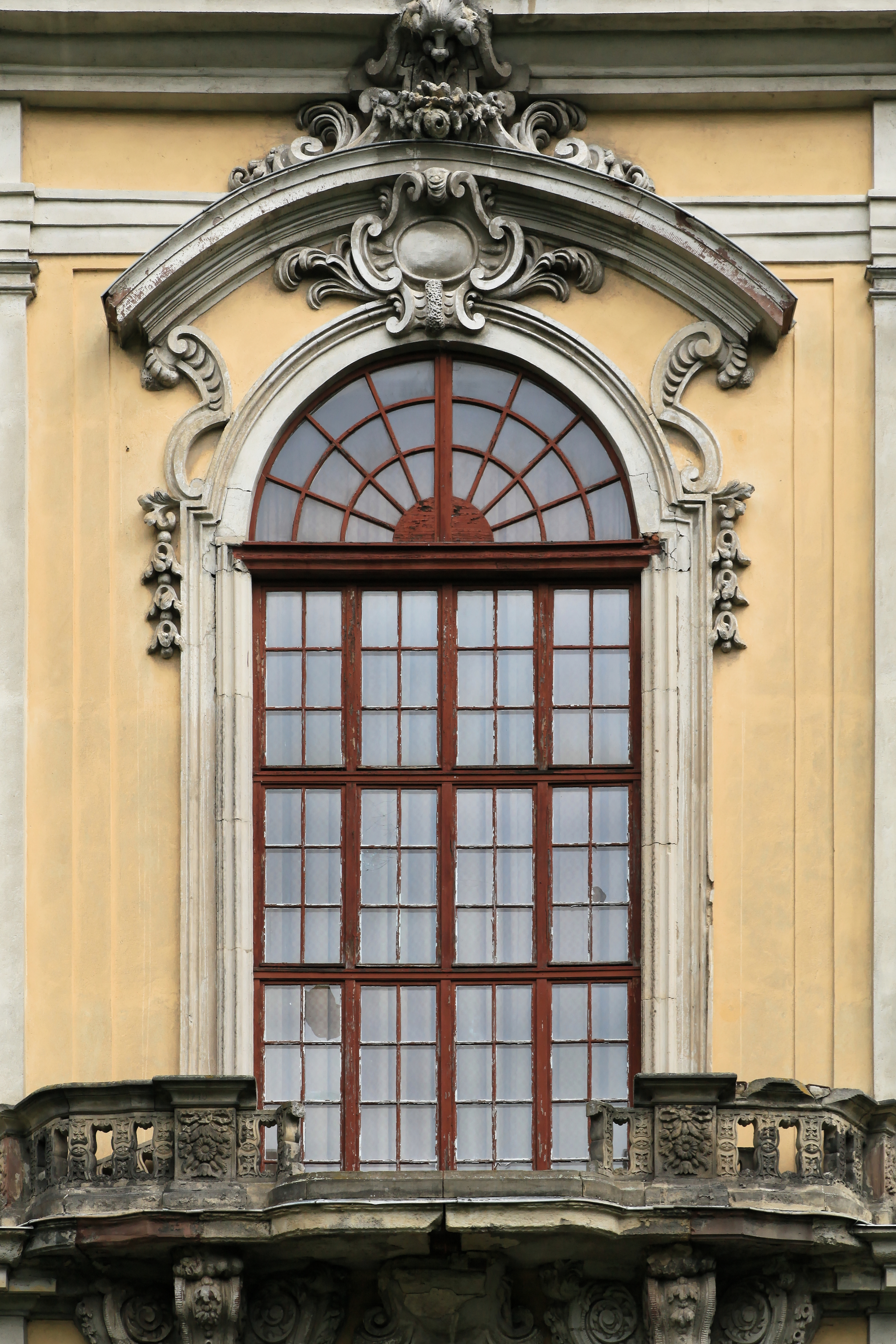
Mittelfenster Südflügel

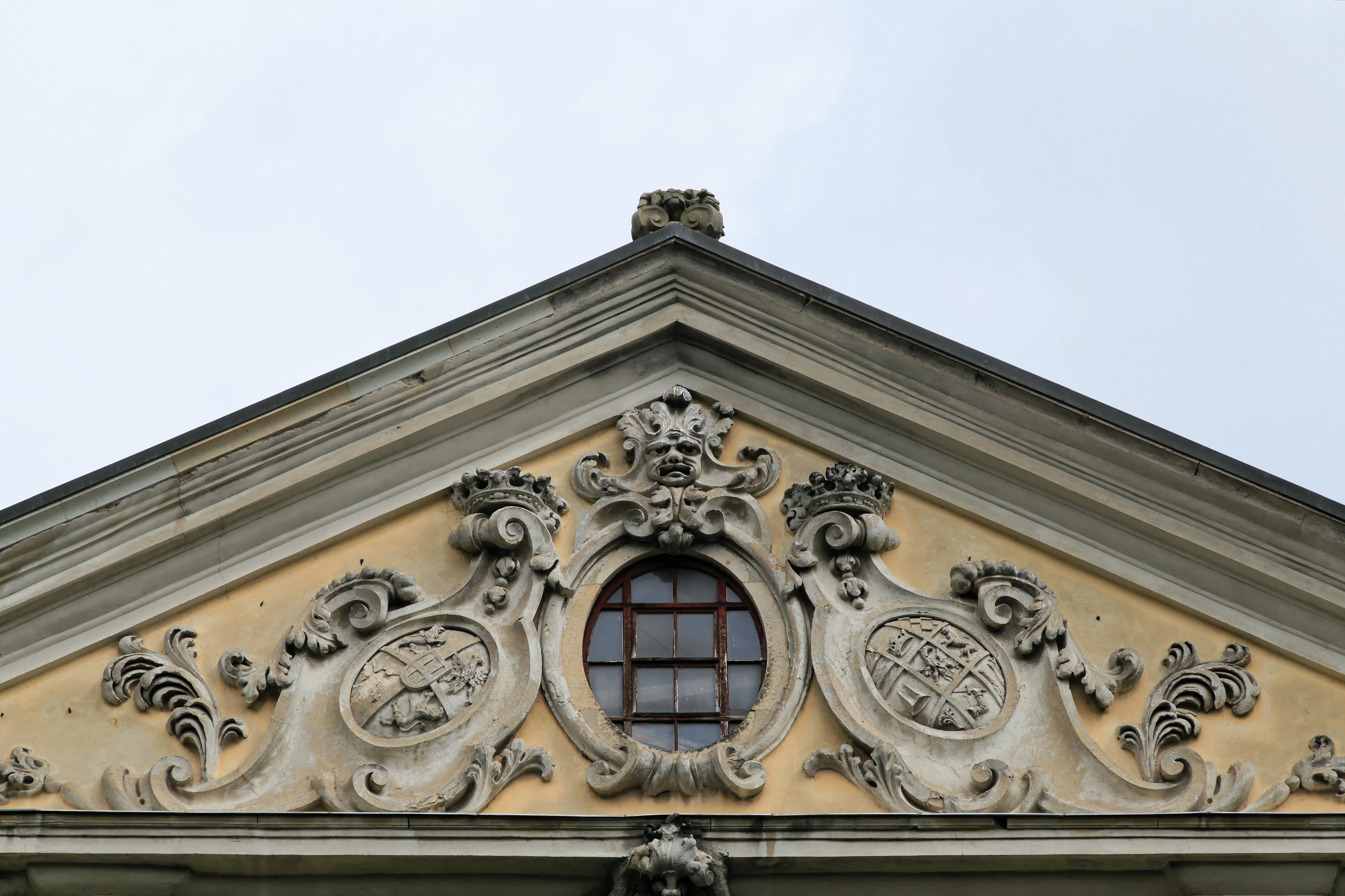
Giebel im Südflügel

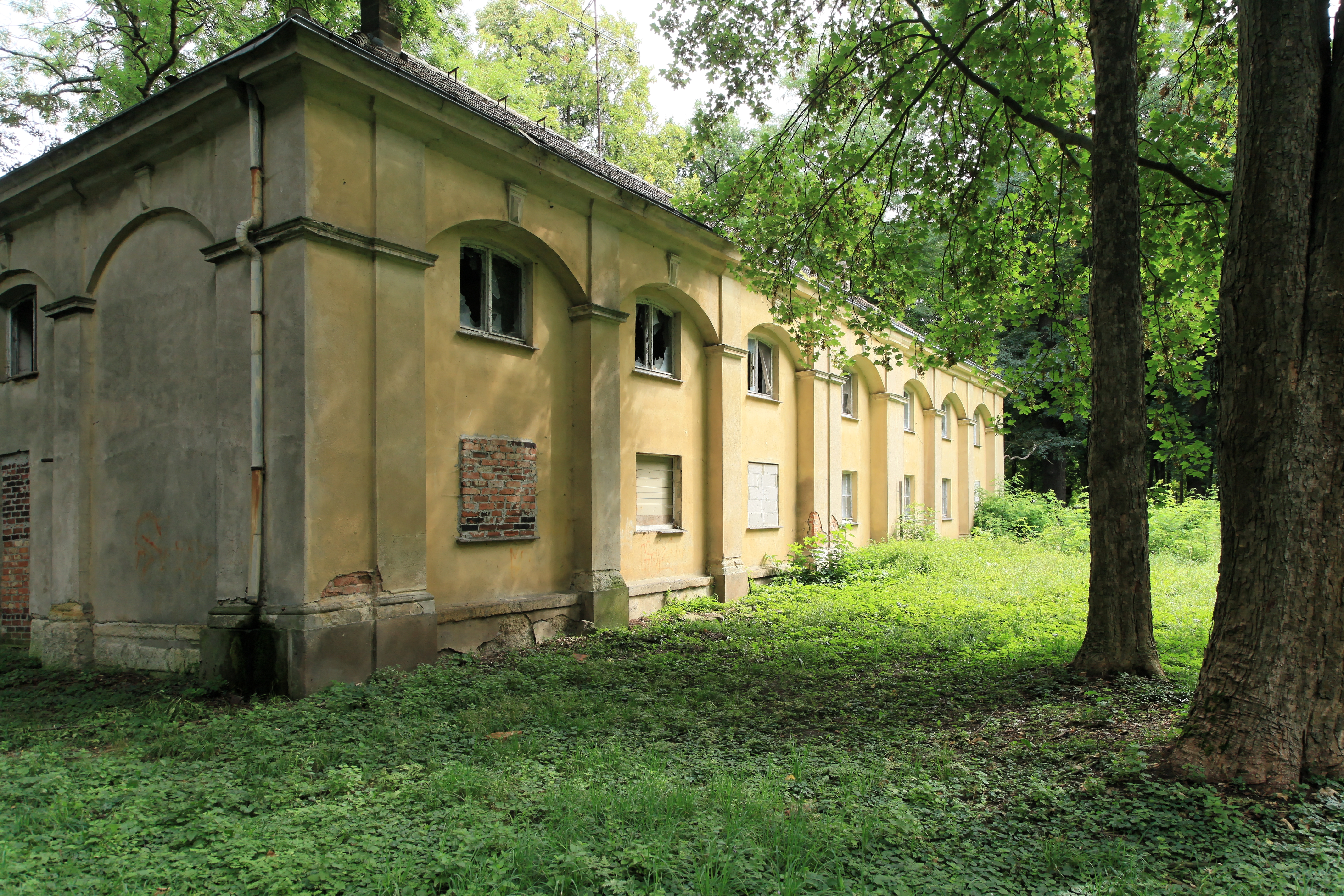
Orangerie im Schlosspark

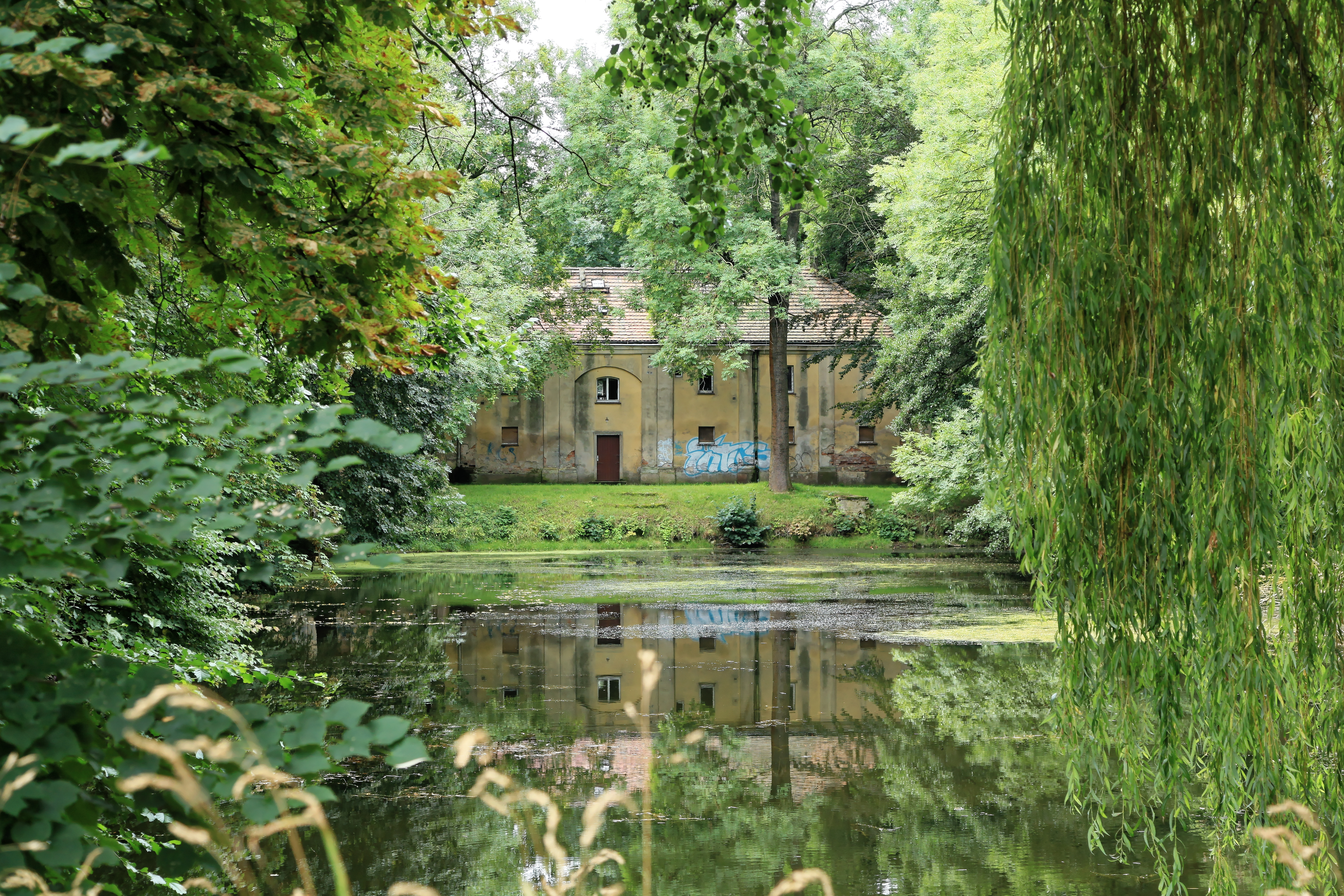
Schlosspark mit Orangerie

Das Schloss Schönwölkau ist eine große barocke Vierflügelanlage aus dem 17. und 18. Jahrhundert im Ortsteil Wölkau von Schönwölkau im Landkreis Nordsachsen in Sachsen. Das Schloss ist spätestens seit dem Verkauf 1998 ungenutzt und vom Verfall bedroht.

## Geschichte
Seit 1350 ist am Ort ein Rittergut erwähnt, das seit 1533 im Besitz derer von Schönfeld ist. Nachdem das Gut im Dreißigjährigen Krieg zerstört worden war, erwarb der kursächsische Rittmeister Christoph Vitzthum von Eckstädt (1633–1711) das Anwesen und ließ hier ab 1660 eine Vierflügelanlage anstelle des zerstörten Vorgängerbaues errichten – die größte Schlossanlage des heutigen Nordsachsen. Im Süden liegt der Schlosshof, im Norden der unmittelbar anschließende Wirtschaftshof. Das Herrenhaus dürfte noch vor dem 1688 geweihten Kirchenbau vollendet worden sein. Sein Sohn, Friedrich I. Vitzthum von Eckstädt (1675–1726), geheimer Kabinettsminister unter August dem Starken und seit 1711 Reichsgraf, ließ 1711 den Mitteltrakt in hochbarocken Formen umgestalten, vermutlich durch einen italienischen Architekten, der in Warschau tätig war. Die Würfelform, die Pilasterordnung, das relativ flache, zugespitzte Dach und der große Giebel erinnern an Barockvillen der Lombardei und des Veneto aus dem 17. Jahrhundert. Demgegenüber erscheinen die Steinmetzarbeiten, besonders am Balkon, der das Portal bekrönt, im Stil der Permoser-Werkstatt.
Friedrich Vitzthums Witwe Rahel Charlotte, geborene Gräfin von Hoym, die ihren im Duell umgekommenen Gemahl um 27 Jahre überlebte, ließ den Ausbau der Innenräume vornehmen, darunter des großen Festsaals im Obergeschoss. Sie erbaute um 1730 auch das Barockschloss in Otterwisch. Das Gut Schönwölkau blieb bis zur Enteignung 1945 im Besitz der Grafen Vitzthum von Eckstädt. Restaurierungen erfolgten in den Jahren 1964–1966, 1970 (innen) und 1991/1992 (Mittelbau und Dach). Zu DDR-Zeiten wurde das Schloss vom Volkseigenen Gut (VEG) Wölkau genutzt.
1998 erwarb eine private Gesellschaft von vier Investoren, darunter Justus Frantz, das intakte Anwesen, um hier ein Kulturzentrum einzurichten, doch blieben die versprochenen Investitionen aus, obwohl die Erwerber zu Vertragsstrafen verurteilt wurden. Das barocke Kleinod ist durch unterlassene Instandhaltung stark gefährdet. 2020 wurde es von einem Berliner Immobilienunternehmen erworben, das bis frühestens Ende 2024 umfassende Sanierungen vornehmen möchte. Geplant sind die Einrichtung einer Tagespflege sowie 250 Pflegeappartements.

## Architektur

### Äußeres
Die zweigeschossige Anlage ist durch den prachtvoll gestalteten Südflügel geprägt. Der mit einem abgestumpften, ehedem durch ein Belvedere bekrönten Walmdach gedeckte, zweieinhalbgeschossige und annähernd quadratische Mittelbau tritt mit seiner Hof- und der Gartenfront als ein eigenständiger Bauteil aus den Fassaden der Seitenflügel hervor. Die Fassaden sind durch dorische und ionische Pilasterordnungen und gekröpfte horizontale Gebälke straff gegliedert. Die repräsentative, vornehme Hofseite ist sechsachsig mit einer Rampe vor dem wappengeschmückten Rundbogenportal gestaltet. Das erste Geschoss ist mit einem Dreieckgiebel über den Fenstern akzentuiert, die Ochsenaugen des Mezzanins mit wohlgestalteten Gewänden. Die Fassade zum Garten ist reicher gestaltet und in der Mittelachse durch eine leicht geschwungene Haupttreppe und zwei übereinander angeordnete große Fenstertüren in Rundbogenform betont. Vor dem Obergeschoss ist ein Balkon und als Abschluss der Fassade ein Dreiecksgiebel mit einem großen Okulus angebracht, der mit Rankenwerk und den Wappen der Familien Vitzthum und Hoym eingefasst ist. Die Seitentrakte sind zum Hof hin durch jeweils ein mit Sandstein gerahmtes Portal akzentuiert, vor denen sich je eine zweiarmige Freitreppe befindet.
Der Nordflügel wird durch einen wenig hervortretenden, mit Kolossalpilastern gegliederten Mittelrisalit betont. In der Mittelachse befand sich ursprünglich ein großes, rundbogiges Tor mit seitlich kleineren Toren. Der Ostflügel ist ebenfalls mit einem zur Schlossauffahrt ausgerichteten Mittelrisalit (bekrönt von Wappenkartuschen) mit einer ansehnlichen Durchfahrt zum Hof gestaltet; der Westflügel ist schlicht gehalten.

### Inneres
Im Innern des Mittelbaus ist eine pilastergegliederte Eingangshalle mit Tonnengewölbe und Stichkappen in der Art eines Gartensaals zu finden. Ein Wellenschrank von 1720 stammt aus einer Leipziger Werkstatt. Im Erdgeschoss des Mittelbaus sind kreuzgratgewölbte Räume mit plastischen Stuckdekorationen vom Ende des 17. Jahrhunderts erhalten, die Kinder mit Blumenschalen darstellen, die aus Ranken wachsen und von profilierten Gurten mit Perlstab gerahmt sind; weiterhin ein Salon mit einer vollständigen Vertäfelung aus Eichenholz des Neurokoko aus den Jahren um 1860. Diese Vertäfelung ist durch profilierte Rahmenfelder mit Rocailleschnitzwerk gegliedert und mit eingefügter Genremalerei versehen; Reste einer älteren Rokoko-Vertäfelung sind erhalten.
Über der Erdgeschosshalle, im Piano nobile, ist ein über eineinhalb Geschosse reichender Festsaal mit einem stuckprofilierten Spiegelgewölbe über einem kräftigen Gesims zu finden. Die Wände sind durch feine Lisenen und Putzspiegel gegliedert und mit großen Stillleben versehen, die nach 1945 verändert und aus mehreren Bildern zusammengefügt wurden; zwischen den Fenstern sind Spiegel angeordnet. Der Eingang ist auf der Nordseite angeordnet und von breiten Pilastern, Kamin und Spiegel flankiert.

## Park und Orangerie
Im Park sind Reste einer barocken Gartengestaltung mit drei axial ausgerichteten Hauptalleen und einem Gartenparterre erhalten. Westlich sind in dem weiten Park Fischteiche angelegt. Im Park findet sich südwestlich des Schlosses die ehemalige Orangerie, ein langgestreckter klassizistischer Putzbau mit einem Walmdach und einer siebenachsigen, durch hohe Arkaden gegliederten Gartenfassade aus der Zeit um 1700.